# Europejskie Forum Społeczne
Europejskie Forum Społeczne – odbywające się co dwa lata w kolejnych europejskich państwach spotkania ludzi związanych z ruchem alterglobalistycznym, zwanym również ruchem krytyków neoliberalnej globalizacji.

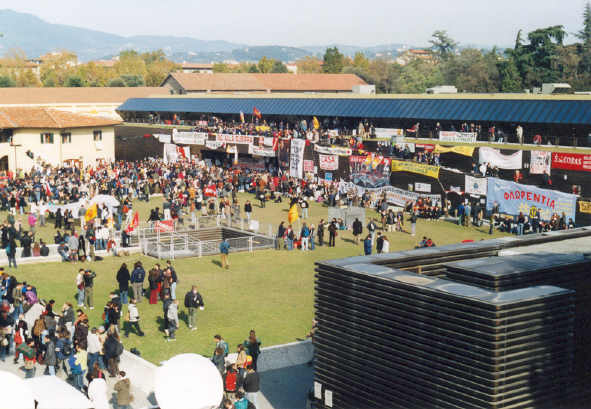
Europejskie Forum Społeczne, Florencja 2002

Forum powstało po sukcesie Światowego Forum Społecznego. Pierwsze EFS odbyło się we Florencji, jesienią 2002 roku. Udział w nim wzięło około 40 tys. osób, a manifestacja, kończąca forum, liczyła, według różnych źródeł, od pół miliona do miliona uczestników z całej Europy.
Kolejne Europejskie Forum Społeczne odbywały się w
- 2003 roku w Paryżu,
- 2004 roku w Londynie,
- 2006 roku w Atenach,
- 2008 roku w Malmö,
- 2010 roku w Stambule.

Wśród propozycji następnego forum w 2012 roku znajduje się m.in. Berlin i Wiedeń.
O działaniach forum decydują tzw. Spotkania Przygotowawcze, które odbywają się co kwartał w kolejnych miastach Europy.
Europejskie Forum Społeczne ma w swoim składzie fora regionalne, m.in. Niemieckie Forum Społeczne, Austriackie Forum Społeczne, Węgierskie Forum Społeczne czy też Polskie Forum Społeczne, które po raz pierwszy odbyło się w dniach 5-6 listopada 2010 roku w Warszawie.